# The Ultimate Collection (DVD de Asia)
The Ultimate Collection es una compilación de DVD de la banda británica de rock progresivo Asia y fue publicado por la discográfica Classic Rock Productions en 2006.
Este compilado contiene tres DVD: Live in Moscow que se realizó en Moscú, en la extinta URSS en 1990, Live in Nottingham, el cual se grabó en Nottingham, Reino Unido en junio del mismo año y Live in the USA que se efectuó con motivo del 20.º aniversario de la banda el 5 de octubre de 2001..

## Lista de canciones

### DVD uno - Live in Moscow
| Side one |                                |          |  |
| N.º      | Título                         | Duración |  |
| 1.       | «Only Time Will Tell»          |          |  |
| 2.       | «Sole Survivor»                |          |  |
| 3.       | «Cutting It Fine»              |          |  |
| 4.       | «Days Like These»              |          |  |
| 5.       | «Rendezvous»                   |          |  |
| 6.       | «The Heat Goes On»             |          |  |
| 7.       | «Book Of Saturday»             |          |  |
| 8.       | «Prayin' For A Miracle»        |          |  |
| 9.       | «Go»                           |          |  |
| 10.      | «The Smile Has Left Your Eyes» |          |  |
| 11.      | «Open Your Eyes»               |          |  |
| 12.      | «Heat of the Moment»           |          |  |
| 13.      | «Kari-Anne»                    |          |  |

### DVD dos - Live in Nottingham
| Side one |                                |          |  |
| N.º      | Título                         | Duración |  |
| 1.       | «Sole Survivor»                |          |  |
| 2.       | «Don't Cry»                    |          |  |
| 3.       | «Voice of America»             |          |  |
| 4.       | «Time Again»                   |          |  |
| 5.       | «Praying for a Miracle»        |          |  |
| 6.       | «The Smile Has Left Your Eyes» |          |  |
| 7.       | «Only Time Will Tell»          |          |  |
| 8.       | «Days Like These»              |          |  |
| 9.       | «The Heat Goes On»             |          |  |
| 10.      | «Heat of the Moment»           |          |  |
| 11.      | «Open Your Eyes»               |          |  |

### DVD tres - Live in the USA
| Side one |                       |          |  |
| N.º      | Título                | Duración |  |
| 1.       | «The Heat Goes On»    |          |  |
| 2.       | «Days Like This»      |          |  |
| 3.       | «Awake»               |          |  |
| 4.       | «Arena»               |          |  |
| 5.       | «Military Man»        |          |  |
| 6.       | «Wherever You Are»    |          |  |
| 7.       | «Bad Asteroid»        |          |  |
| 8.       | «Don't Cry»           |          |  |
| 9.       | «Ready to Go Home»    |          |  |
| 10.      | «Sole Survivor»       |          |  |
| 11.      | «Free»                |          |  |
| 12.      | «Only Time Will Tell» |          |  |
| 13.      | «Go»                  |          |  |
| 14.      | «Heat of the Moment»  |          |  |

## Formación

### DVD uno y dos
- John Wetton — voz principal, bajo y guitarra acústica
- Geoff Downes — teclados
- Carl Palmer — batería
- Pat Thrall — guitarra

### DVD tres
- John Payne — voz y bajo
- Geoff Downes — teclados
- Chris Slade — batería
- Guthrie Govan — guitarra